# خاين، بيرو
خاين، بيرو (بالإنجليزية: Jaén, Peru)‏ هي مدينة، تتبع إقليم كاخاماركا، هي عاصمة Jaén province, Peru ‏، وJaén District ‏، بلغ عدد سكانها 135021 نسمة، في 2007.